# Hague, Saskatchewan
Hague är en ort i Kanada.   Den ligger i provinsen Saskatchewan, i den centrala delen av landet, 2 400 km väster om huvudstaden Ottawa. Hague ligger 512 meter över havet och antalet invånare är 878.
Terrängen runt Hague är platt, och sluttar österut. Runt Hague är det mycket glesbefolkat, med 2 invånare per kvadratkilometer.. Närmaste större samhälle är Rosthern, 18,2 km norr om Hague. 
Trakten runt Hague består till största delen av jordbruksmark.